# Hadrijan (ime)
Hadrijan je moško osebno ime.

## Slovenske izpeljanke
Adrijana (f)

## Tujejezikovne oblike imena
Adrian (m)

## Izvor in pomen imena
Ime izvira iz latinščine; Hadrianus, kar pomeni iz Hadrije.

## Pogostost imena
Po podatkih Statističnega urada Republike Slovenije  na dan 31. decembra 2007 v Sloveniji ni bilo moških oseb z imenom Hadrijan ali pa je bilo število nosilcev tega imena manjše od 5.

## Osebni praznik
V našem koledarju z izborom svetniških imen, udomačenih med Slovenci in njihovimi godovnimi dnevi po novem bogoslužnem koledarju je ime Hadrijan zapisano 4 krat. Pregled godovnih dni v katerih poleg Hadrijana godujejo še Adrijan, Jadran in osebe katerih imena nastopajo kot različice navedenih imen.
- 9. januar, sv. Hadrijan, opat († 9. jan. 719)
- 5. marec, Hadrijan, mučenec († 5. mar. okoli leta 303)
- 8. julij, Papež Hadrijan III. († 8. jul. 885)
- 8. september, Hadrijan, mučenec († 8. sep. 304)

## Slavni nosilci imena
Publij Aelij Hadrijan - Papež Hadrijan I. - Papež Hadrijan II. - Papež Hadrijan III. - Papež Hadrijan V. - Papež Hadrijan VI. -